# Condado de McDuffie
O Condado de McDuffie é um dos 159 condados do Estado americano de Geórgia. A sede do condado é Thomson, e sua maior cidade é Thomson. O condado possui uma área de 690 km², uma população de 21 231 habitantes, e uma densidade populacional de 32 hab/km² (segundo o censo nacional de 2000). O condado foi fundado em 18 de outubro de 1870.